# Wes Harding
Wesley Nathan Hylton Harding (* 20. října 1996) je jamajský profesionální fotbalista, který hraje na pozici obránce za anglický klub Millwall FC. Narodil se v Anglii, ale hraje za jamajský národní tým.

## Mládí
Harding se narodil v Leicesteru a navštěvoval Beauchamp College v Oadby v hrabství Leicestershire. Reprezentoval kluby Leicestershir a Rutland v atletice.
Harding je křesťan.

## Klubová kariéra

### Počátky kariéry
Harding přestoupil do akademie Birmingham City z Aston Villy ve věku 16 let a v červenci 2013 získal v klubu smlouvu. Krátce poté, co byl na interview, hráč zhodnotil své silné stránky jako rychlost a hlavičkování a cítil, že by měl zlepšit své technické dovednosti. Byl členem týmu Birminghamu, který vyřadil tým Liverpoolu z FA Youth Cupu 2014/15, a poté prohrál v semifinále s mladými hráči Leicester City. Byl stálým členem mládežnického týmu po celou sezonu a vstřelil úvodní gól svého týmu ve vítězném finále Birmingham Senior Cupu 2015. Harding podepsal svou první profesionální smlouvu na dva roky v květnu 2015. V té době akademický trenér Steve Spooner shrnul jeho schopnosti jako "neustálý profesionální přístup ke kariéře... silný, agresivní, houževnatý a výrazně zlepšený ve hře s míčem."
Harding byl zařazen do předsezónního tréninkového tábora prvního týmu ve Španělsku. Během sezóny 2015/16 byl používán na pozici pravého obránce, stejně jako na své preferované pozici středního obránce, a byl členem rezervního týmu Birminghamu, který prohrál finále Birmingham Senior Cupu 2016 s šampiony National League North, Solihull Moors. Byl jedním ze tří mladíků – dalšími byli Dom Bernard a Josh Dacres-Cogley – kteří zahájili předsezónní přípravu s prvním týmem. Dne 9. srpna se Harding připojil ke klubu Alfreton Town z National League North na měsíční mládežnické hostování. Hned se dostal do základní jedenáctky na zápas následující den proti Gainsborough Trinity; hrál na pozici pravého obránce, odehrál 90 minut a podle webu Alfretonu podal solidní výkon při vítězství 4:0. Místo si udržel i v následujících dvou zápasech, ale poté utrpěl trhlinu menisku na koleni. Jakmile se znovu dostal do formy, zakončil sezónu s více starty než kterýkoli jiný hráč týmu Birminghamu do 23 let, kde byl často také kapitánem.

### Birmingham City
Klub uplatnil roční opci na Hardingovu smlouvu na sezónu 2017/18 a hráč se zapojil do přípravných zápasů prvního týmu. Bylo mu přiděleno číslo dresu a byl nevyužitým náhradníkem v úvodním zápase, který se hrál venku proti Ipswich Town v Championship 5. srpna 2017. Harding debutoval v seniorském týmu o tři dny později, kdy vystřídal Emilia Nsueho po 58 minutách zápasu prvního kola EFL Cupu doma proti Crawley Town z League Two. Když přišel na hřiště, byl stav 4:0; zápas skončil 5:1. Objevil se také v dalším kole, kdy vystřídal zraněného Nsueho po 23 minutách při prohře 2:1 s AFC Bournemouth a předvedl výkon, který potěšil trenéra Harryho Redknappa. V únoru 2018, poté co od srpna nenastoupil do zápasu, podepsal Harding novou smlouvu, která byla platná až do června 2020.
Nový manažer Garry Monk dopřál Hardingovi jeho první vystoupení v lize, když nastoupil na pozici pravého beka při domácím vítězství Birminghamu 3:0 nad Hull City 17. března 2018, což byla jejich první výhra po šesti týdnech. Brzy byl v zápase napomenut za tvrdý zákrok na Harryho Wilsona, ale poté ho podle deníku Birmingham Mail „ve druhém poločase zastavil a přispěl vynikajícími defenzivními výkony, aby pomohl svým spoluhráčům. Bylo tam také pár dobrých momentů směrem vpřed.“ Monk uvedl, že vybral Hardinga před zkušenějšími hráči jako Carl Jenkinson nebo Marc Roberts, protože jeho rychlost a houževnatost by lépe vynulovaly hrozbu od křídel Hullu. Pokračoval v základní jedenáctce, když Birmingham unikl sestupu v poslední den sezóny, vítězstvím 3:1 doma nad Fulhamem. Ryanovi Sessegnonovi, hráči roku Championship, dovolil v defenzivě jen málo možností ovlivnit zápas, a zároveň díky jeho přihrávce skóroval Lukas Jutkiewicz první gól zápasu. Hardingovo vystoupení v tomto zápase mu zajistilo místo v Týmu týdne EFL a jeho celkové výkony mu v klubu vynesly ocenění mladého hráče sezóny.
Harding podepsal novou čtyřletou smlouvu v červenci 2018. V prvních měsících sezóny pravidelně pouze vysedával na lavičce a do zápasu nastoupil až na konci listopadu proti Aston Ville, kde hrál na pozici levého obránce za Kristianem Pedersenem, který byl vybrán na křídlo. Experiment nebyl úspěšný, ale když Harding musel na začátku zápasu proti Blackburnu Rovers o tři týdny později vystřídat zraněného Robertse, který sám nastupoval pouze kvůli zranění Michaela Morrisona, vedl si dobře. Ve druhé polovině sezóny nastupoval pravidelněji, převážně na pozici pravého obránce, a sezónu zakončil s 27 ligovými zápasy, z toho 13 v základní jedenáctce. V sezóně 2019/20 vynechali krajní obránci Birminghamu Maxime Colin a Pedersen pouze dva ligové zápasy a hostující Jake Clarke-Salter se stal preferovaným náhradníkem ve středu obrany. Harding opět pouze vysedával na lavičce náhradníků, ale z ní už nastupoval o něco méně často: sezónu dokončil s 15 ligovými zápasy, z nichž 7 bylo v základní sestavě.

### Rotherham United
Harding se 20. srpna 2020 připojil ke klubu Rotherham United a podepsal zde tříletou smlouvu; částka nebyla zveřejněna.
Harding vstřelil svůj první gól v profesionálním fotbale ve čtvrtfinálovém utkání EFL Trophy proti Cambridge United dne 25. ledna 2022.

### Millwall
Dne 21. července 2023 podepsal Harding smlouvu s klubem Millwall.

## Reprezentační kariéra
V březnu 2021 byl jedním ze šesti hráčů narozených v Anglii, kteří obdrželi svou první pozvánku do národního týmu Jamajky. Svůj mezinárodní debut si odbyl 7. června 2021 v přátelském zápase, ve kterém došlo k remíze 1:1 se Srbskem v Miki v Japonsku.

## Statistiky

### Klubové
Platí k zápasu hranému 12. dubna 2025.
| Klub                      | Sezóna            | Liga                  | Liga   | Liga | Národní pohár | Národní pohár | Ligový pohár | Ligový pohár | Ostatní | Ostatní | Celkově | Celkově |
| Klub                      | Sezóna            | Soutěž                | Zápasy | Góly | Zápasy        | Góly          | Zápasy       | Góly         | Zápasy  | Góly    | Zápasy  | Góly    |
| ------------------------- | ----------------- | --------------------- | ------ | ---- | ------------- | ------------- | ------------ | ------------ | ------- | ------- | ------- | ------- |
| Birmingham City           | 2016/17           | EFL Championship      | 0      | 0    | 0             | 0             | 0            | 0            | —       | —       | 0       | 0       |
| Birmingham City           | 2017/18           | EFL Championship      | 9      | 0    | 0             | 0             | 2            | 0            | —       | —       | 11      | 0       |
| Birmingham City           | 2018/19           | EFL Championship      | 27     | 0    | 1             | 0             | 1            | 0            | —       | —       | 29      | 0       |
| Birmingham City           | 2019/20           | EFL Championship      | 15     | 0    | 3             | 0             | 1            | 0            | —       | —       | 19      | 0       |
| Birmingham City           | Celkově           | Celkově               | 51     | 0    | 4             | 0             | 4            | 0            | —       | —       | 59      | 0       |
| Alfreton Town (hostování) | 2016/17           | National League North | 3      | 0    | 0             | 0             | —            | —            | 0       | 0       | 3       | 0       |
| Rotherham United          | 2020/21           | EFL Championship      | 46     | 0    | 1             | 0             | 1            | 0            | —       | —       | 48      | 0       |
| Rotherham United          | 2021/22           | EFL League One        | 38     | 0    | 3             | 0             | 0            | 0            | 5       | 1       | 46      | 1       |
| Rotherham United          | 2022/23           | EFL Championship      | 43     | 1    | 1             | 0             | 2            | 0            | —       | —       | 46      | 1       |
| Rotherham United          | Celkově           | Celkově               | 127    | 1    | 5             | 0             | 3            | 0            | 5       | 1       | 140     | 2       |
| Millwall                  | 2023/24           | EFL Championship      | 24     | 3    | 1             | 0             | 1            | 0            | —       | —       | 26      | 3       |
| Millwall                  | 2024/25           | EFL Championship      | 4      | 0    | 2             | 1             | 1            | 0            | —       | —       | 7       | 1       |
| Millwall                  | Celkově           | Celkově               | 28     | 3    | 3             | 1             | 2            | 0            | —       | —       | 33      | 4       |
| Celkově v kariéře         | Celkově v kariéře | Celkově v kariéře     | 209    | 4    | 12            | 1             | 9            | 0            | 5       | 1       | 235     | 6       |

### Reprezentační
Platí k zápasu hranému 30. června 2024.
| Národní tým | Rok     | Zápasy | Góly |
| ----------- | ------- | ------ | ---- |
| Jamajka     | 2024    | 3      | 0    |
| Celkově     | Celkově | 3      | 0    |

## Úspěchy
Rotherham United
- Druhé místo v EFL League One: 2021/22
- EFL Trophy: 2021/22

Individuální
- Mladý hráč sezóny Birmingham City: 2017/18